# Thomas Cranmer
Thomas Cranmer (født 2. juli 1489 i Aslockton, død 21. marts 1556 i Oxford) var ærkebiskop af Canterbury under kongerne Henrik 8. og Edvard 6.
Han var en indflydelsesrig teolog, der sammen med Richard Hooker og Matthew Parker grundlagde den anglikanske teologi og dermed den anglikanske kirke. Hans hovedværk var Book of Common Prayer, den anglikanske bønne- og alterbog.
Den katolske dronning Maria 1. af England brændte Cranmer på et bål ved Oxford i 1556.

## Baggrund
Cranmers forældre Thomas og Agnes Cranmer tilhørte lavadelen og efterlod sig kun nok jord til, at den ældste søn kunne leve af den. Dermed var Cranmer og hans yngre bror henvist til at gøre karriere i kirken. Efter at have været udsat for "en utrolig streng og grusom skolelærer", hvis adfærd Cranmer senere fastholdt havde gjort ham vedvarende usikker og selvudslettende, kom han til Cambridge i 1503. I 1510 fik han en plads ved Jesus College i Cambridge, men tabte pladsen, da han giftede sig med Joan, datter af den lokale værtshusholder. Hun døde snart i fødsel, og som enkemand blev Cranmer genoptaget i sit college, hvor han genoptog sine studier. Han blev doktor i teologi i 1523.
På det tidspunkt var han stadig en loyal katolik og synes helt at have afvist Luthers tanker, som han i 1523 omtalte som "en ond mands arrogance". Cranmer var ven af Edward Lee, ærkebiskop i York, og i 1527 rejste de sammen i et diplomatisk ærinde til den tysk-romerske kejser Karl 5.. Tilbage i England havde Cranmer et møde med Henrik 8., hvor de diskuterede kongens ønske om at få sit ægteskab med Katharina af Aragonien opløst, så han kunne gifte sig med Anne Boleyn. Ved et møde med biskopperne Stephen Gardiner og Edward Foxe 2. august 1529 foreslog Cranmer, at kong Henriks ægteskab ikke skulle afgøres efter i kirkeretten, men af teologer ved universiteterne. Henrik 8. syntes godt om idéen, og antog Cranmer som politisk rådgiver.

## Henrik 8.s rådgiver
Det var kong Henriks påstand, at hans ægteskab med Katharina var ugyldigt, fordi hun var enke efter hans ældre bror Arthur Tudor, og altså gennem sit første ægteskab - efter kirkeretten - var at regne som kong Henriks "søster". Kardinal Wolseys forhandlinger med pave Clemens 7. om annullering af kong Henriks ægteskab brød alligevel sammen i oktober 1529, da paven forbød Henrik et gengifte, før man i Rom havde afgjort sagen om hans første ægteskab. Kong Henrik lagde skylden for forhalingen på kardinal Wolsey, som han - efter opmuntring fra Anne Boleyn - afsatte fra embedet som ærkebiskop i november 1529. I februar 1530 fremlagde Cranmer og biskop Gardiner sagen for teologer fra Cambridges universitet. De blev klar over, at der var betydelig modstand mod en kongelig skilsmisse, men "håndplukkede et udvalg af doktorer, der støttede Henriks sag, til at afgøre spørgsmålet på universitetets vegne". Blandt disse var lutheraneren Hugh Latimer, der i lighed med Cranmer selv endte på bålet. Cambridge-universitetet udtalte, at en mands ægteskab med sin brors enke var imod Guds vilje, og at det ikke blev mere gyldigt af, at der forelå en pavelig dispensation. Dette mødte stærk modstand fra Oxford-universitetet, men ved afstemning blev resultatet et flertal (27 mod 22 stemmer) for at Henriks ægteskab med Katharina var ugudeligt.

## Ærkebiskop
I 1532 rejste Cranmer til Tyskland i diplomatisk ærinde. Her blev han ven med Andreas Osiander, og giftede sig i løbet af sommeren med Margrete, en niece af Osianders kone, Katharina Preu. Dette nye ægteskab viser Cranmers ønske om at afvise kirkens tradition for tvungent cølibat for præster. I oktober samme år opdagede han, at William Warham var død, og at han selv af Henrik 8. var udnævnt til Warhams afløser som den nye ærkebiskop af Canterbury. Cranmer accepterede kun modvilligt udnævnelsen, der betød, at han kom at holde sit nye ægteskab hemmeligt i de næste 14 år - også fordi kong Henrik videre udnævnte ham til kongelig kapellan, tilknyttet Thomas Boleyns husholdning, far til kongens frille Anne Boleyn. I december 1532 forstod Henrik, at Anne var gravid. Nu var det om at gøre at blive gift med hende, så barnet blev ægtefødt og dermed lovlig tronarving. Cranmer bekræftede senere, at parret var blevet viet i hemmelighed 25. januar 1533. To måneder senere vedtog Parlamentet the Act in Restraint of Appeals, udtænkt af Thomas Cromwell, som dermed sikrede kongemagten retsmyndighed over kirkelige sager, og gjorde det til højforræderi at fremlægge en sag for paven.
Selv måtte Cranmer sværge falskt, hvis han ville indsættes som ærkebiskop. Ved indsættelsesceremonien skulle han sværge lydighed til pave Clemens 7. og dennes efterfølgere, og at forsvare det romerske pavedømme. For kong Henrik var det et problem, for han ønskede Cranmer indsat på korrekt vis i alle detaljer, så ingen kunne hævde, at ærkebiskoppen var ulovligt indsat. Det var nemlig kongens hensigt, at Cranmer nogle uger senere skulle erklære, at paven ingen autoritet havde i England. Han og Cranmer udtænkte så en fremgangsmåde, hvor Cranmer inden sin indsættelse erklærede, i nærvær af fem sagførere i Westminster, at han ikke agtede at føle sig bundet af den lydighedsed til paven, han var ved at aflægge, "hvis den var mod Guds lov eller mod vor strålende konge af England, eller mod lovene i hans engelske rige."
Cranmer var en mand, der narrede sig selv, når han skulle have rejseudgifter refunderet, men også en mand, der ophøjede lydighed mod øvrigheden til et moralsk princip etableret i Bibelen. Cuius regio eius religio (dvs. at regenten er den, der afgør religionen) var et velkendt udtryk i 1500-tallet; men Cranmer var unik i sin opfatning af, at det også var moralsk rigtigt. Dermed fordømte han også "bønnebogopstanden" i 1549 ligeså brutalt, som Luther fordømte det tyske bondeoprør i 1525.
Kejser Karl 5.s ambassadør Eustace Chapuys protesterede mod den behandling, dronning Katharina blev udsat for. Han skrev til kejseren og rådede ham til at sende en invasionshær til England. Chapuys mente, en invasion ville ønskes velkommen af den engelske befolkning, ikke mindst af adelen, og at kejseren ikke behøvede at frygte for indblanding fra kong Frans af Frankrig, der afgjort ikke ville løfte en finger for kong Henriks skyld. Men sådan en krig ville Karl 5. ikke indlade sig på. Godt nok var dronning Katharina hans moster; men han risikerede, at de lutheranske regenter i hans tyske områder ville komme kong Henrik til undsætning. En boykot af handelen med England var også udelukket, for den ville skade hans undersåtter i Nederland.
11. juli 1533 ekskommuniserede paven kong Henrik.
Hans datter med Anne Boleyn, Elizabeth, blev født 7. september, og Cranmer var hendes gudfar.
Cranmer mødte et uventet problem i form af prædikanten Elizabeth Barton (the holy maid of Kent - den hellige pige fra Kent), der forudsagde, at hvis kongen giftede sig med Anne Boleyn, ville han dø inden en måned, og at folket inden et halvt år ville rammes af en ødelæggende pest. Disse spådomme gjorde så stærkt indtryk på Henrik 8., at han beordrede pigen holdt under observation, og Cranmer hævdede, at kongen havde udsat sit bryllup med Anne Boleyn pga Bartons syner. Barton blev afhørt og pålagt at trække sine "forudsigelser" tilbage. Hemmeligt sendte hun sine tilhængere besked om, at hun havde trukket dem tilbage efter ordre fra Gud; men da hun blev tvunget til at trække dem tilbage offentligt, tabte hendes tilhængere snart troen på hende. I marts 1534 blev Barton og flere af hendes tilhængere tiltalt for højforræderi, kendt skyldige og henrettet i Tyburn i London 20. april samme år. Elizabeth Barton er den eneste kvinde, hvis hoved er blevet sat på stage fra London Bridge.

## Edvard 6. (1547-53)
Efter kong Henriks død i 1547 blev Cranmer rådgiver for tronarvingen, Edvard 6., der var opvokset som protestant. Styret var fra 1549 under John Dudley, hertug af Northumberland, der gennemførte reformationen i England. Ligesom Cranmer blev han henrettet under Maria Tudors modreformation.
Trosgrundlaget for den engelske kirke blev udformet i Book of Common Prayer, der stadig benyttes i moderniseret udgave. Cranmer bidrog videre med en prædikensamling og "de 42 artikler", der sammenfattede den anglikanske lære, og senere er reduceret til 39 artikler.

## Henrettelse
I 1553 kom Maria Tudor på tronen som datter af dronning Katharina og dermed ældste overlevende barn af Henrik 8. Som from katolik iværksatte hun en modreformation, og 14. februar 1556 kom turen til Cranmer, da han som protestant blev afsat fra sit embede og sat i fængsel, anklaget for både højforræderi og kætteri. I håb om at redde livet, afsværgede han sin protestantiske tro.
Han blev alligevel dømt til at dø på bålet. Cranmer havde udtalt, at han fortrød sin tilbagekaldelse, og hævdede, at fordi hans højre hånd, som han havde underskrevet med, forargede ham, "skal den straffes...Når jeg kommer til bålet, skal den brændes først." Ifølge John Foxe skal Cranmer ved ankomsten til retterstedet have knælet kort i bøn, og derefter klædt af sig til skjorten, der nåede ned til hans bare fødder. Han tog huen af; han var skaldet, men med et tykt, langt skæg. Hans ansigt var så alvorligt, "at det bevægede både hans venner og fjender". Da flammerne nåede ham, stak Cranmer sin højre hånd ind i dem og holdt den der, til alle kunne se, at den brændte, før ilden ellers rørte ved ham. Folk skal have hørt Cranmer råbe: "Denne uværdige højre hånd!"
Biskopperne Nicholas Ridley og Hugh Latimer var allerede blevet brændt på dette stedet i oktober 1555. Sammen med Cranmer er de hædret med det nærliggende mindesmærke Martyrs' Memorial fra 1843.